# Logoport
Logoport es un programa de software patentado propiedad de la empresa de localización Lionbridge. El programa es una herramienta CAT (Computer Assisted Translation, es decir Traducción asistida por ordenador) que utiliza una memoria de traducción almacenada en una base de datos central en línea. Esta memoria de traducción proporciona a los traductores unidades de traducción anteriores similares en las que se basan las nuevas traducciones. Dependiendo de la configuración y las traducciones anteriores, la base de datos central puede contener una inmensa cantidad de palabras y oraciones que se pueden utilizar para realizar la traducción a partir de las frases previamente traducidas.